# Presidentvalet i USA 1916
Presidentvalet i USA 1916 ägde rum den 7 november 1916. Valet vanns av den sittande presidenten demokraten Woodrow Wilson. Hans motståndare var republikanen Charles Evans Hughes. Sittande presidenten Woodrow Wilson omvaldes relativt knappt med 49,2 procent och 277 elektorsröster mot 46,1 procent och 254 elektorsröster för Hughes. Wilson blev därmed den förste demokrat att vinna två val i rad till presidentposten sedan Andrew Jackson omvalts 84 år tidigare. Nomineringen av den progressive men etablissemangsvänlige Hughes och av Roosevelts tidigare vicepresident Charles Fairbanks innebar eftergifter för republikanernas progressiva flygel, vars missnöje med Wilsons föregångare Taft föranlett en partisprängning i 1912 års val, varmed det Progressiva partiet stötte på bakslag. Det pågående första världskriget innebar emellertid ett övertag för Wilson, som därmed fördjupade brytningen i republikanernas långa maktinnehav. Månader efter valsegern ledde Wilson trots detta in USA i kriget mot Tyskland, vilket föranledde en republikansk jordskredsseger på ett starkt isolationistiskt program 1920.
Wilson omvaldes mycket knappt sedan Kalifornien med 13 elektorsröster tillkännagett en demokratisk seger med drygt tusen rösters marginal. Wilson blev därmed den andre av fyra amerikaner (tillsammans med James K. Polk, Richard Nixon och Donald Trump) att vinna ett presidentval utan att vinna delstaten han bodde i (New Jersey vanns av Hughes). 
Allan L. Benson ställde upp för Socialist Party of America och James Hanly för Prohibition Party med ett marginellt röststöd.